# 마테설커
마테설커(헝가리어: Mátészalka)는 헝가리 서볼치서트마르베레그 주에 위치한 도시로 면적은 41.81km2, 인구는 18,084명(2005년 기준), 인구 밀도는 443.87명/km2이다. 니레지하저에서 동쪽으로 52km, 데브레첸에서 북동쪽으로 77km 정도 떨어진 곳에 위치한다.

시 문장

## 자매 도시
- 우크라이나 무카체베
- 루마니아 카레이
- 네덜란드 제베나르
- 독일 오버코헨
- 이탈리아 비토리아